# Platt gångbagge
Platt gångbagge (Cerylon deplanatum) är en skalbaggsart som beskrevs av Leonard Gyllenhaal 1827. Platt gångbagge ingår i släktet Cerylon, och familjen gångbaggar. Enligt den svenska rödlistan är arten nära hotad i Sverige. Arten förekommer i Götaland, Gotland, Öland, Svealand, Nedre Norrland och Övre Norrland. Artens livsmiljö är skogslandskap.